# Grand Budapest Hotel
Grand Budapest Hotel (The Grand Budapest Hotel) è un film del 2014 scritto, diretto e co-prodotto da Wes Anderson, con tratti mutuati dal genere del caper movie.
Il film, che ha ottenuto ampio consenso della critica, è stato scelto come film d'apertura della 64ª edizione del Festival internazionale del cinema di Berlino aggiudicandosi il Gran premio della giuria. È anche stato candidato ai Premi Oscar 2015 in nove diverse categorie, vincendo quattro statuette. Il film si ispira agli scritti dello scrittore austriaco Stefan Zweig, in particolare il libro di memorie Il mondo di ieri. Ricordi di un europeo.

## Trama
Ai giorni presenti, una ragazza visita in un cimitero nella nazione di Zubrowka il monumento di un celebre scrittore, chiamato semplicemente "l'Autore", a cui vengono appese le chiavi di alberghi. Nel 1985 l'autore aveva scritto un celeberrimo libro, intitolato Il Grand Budapest Hotel, basandosi sulle memorie che aveva raccolto nell'omonimo grande albergo dell'Europa centrale nel 1968.
Ci viene mostrato proprio quell'anno quando, tra le montagne dell'Europa orientale, si trova il Grand Budapest Hotel, un albergo un tempo molto prestigioso e ora decaduto, prossimo alla demolizione. Qui uno scrittore fa la conoscenza del padrone del Grand Budapest, un anziano di nome Zero Moustafa. Questi lo invita a cena con la promessa di raccontargli la sua esperienza all'albergo prima di diventarne proprietario.
1932: il Grand Budapest è in pieno splendore, frequentato dalla decadente nobiltà europea. Il concierge è Monsieur Gustave H., un uomo di mezza età egocentrico, orgoglioso, raffinato e amante delle poesie, e che intrattiene una moltitudine di relazioni con varie ospiti dell'albergo. Una di queste, la ricchissima Madame D., dopo aver soggiornato presso l'albergo e in procinto di partire, rivela a Monsieur Gustave di avere il presentimento che non vivrà abbastanza a lungo per poterlo rivedere. Alcuni giorni dopo essere partita dal Grand Budapest infatti la donna viene ritrovata morta in una stanza della sua villa.
Monsieur Gustave parte allora con Zero Moustafa - il giovanissimo inserviente appena assunto in albergo e suo assistente personale - per la dimora della vecchia signora, dove scopre che la donna gli ha lasciato in eredità un dipinto dal valore inestimabile, Ragazzo con mela di Johannes van Hoytl il Giovane. Questo fatto provoca la rabbia del figlio Dimitri e delle sorelle, che bramavano il possesso del dipinto. Gustave e Zero, approfittando della confusione generatasi dopo la lettura del testamento, staccano il quadro dalla parete, lo sostituiscono con un dipinto osceno alla Schiele e, dopo esserselo fatto incartare dal maggiordomo, ripartono verso l'albergo.
Alcuni giorni dopo il maggiordomo di casa D., Serge X., scompare misteriosamente e la polizia inizia a supporre che possa essere coinvolto nella morte di Madame D. Intanto Zero conosce Agatha, una giovane pasticcera, e i due si innamorano. Zero affida alla ragazza un foglio con le indicazioni su come trovare il Ragazzo con mela, nel frattempo nascosto da Monsieur Gustave nella cassaforte dell'albergo. La situazione precipita quando la polizia arresta e incarcera Monsieur Gustave, credendolo colpevole dell'omicidio di Madame D.
Monsieur Gustave, grazie all'aiuto fornitogli da Zero e da Agatha, riesce a evadere insieme ad altri prigionieri. Con l'aiuto del garzone raggiunge un convento in una non ben specificata località alpina, per parlare con Serge X.. L'uomo rivela a Monsieur Gustave che Madame D. prima di morire aveva redatto un secondo testamento, distrutto, di cui lui solo aveva conservato una copia. Prima di poter confidare il luogo dove ritrovarlo, un sicario, Jopling, lo strangola. Monsieur Gustave e Zero inseguono Jopling per catturarlo, ma quest'ultimo riesce inizialmente ad avere la meglio su Gustave. Proprio quando Jopling sta per uccidere Monsieur Gustave, Zero interviene facendo finire il sicario in un burrone.
I due progettano di fuggire all'estero in compagnia di Agatha, in attesa di tempi migliori. Così, Gustave, Zero e Agatha tornano sotto mentite spoglie al Grand Budapest, nel frattempo occupato da un plotone militare. Agatha preleva il quadro ma, scoperta, viene inseguita da Dmitri e dalla polizia. Nell'inseguimento, un pezzo della carta da pacco che avvolge il quadro si strappa e Agatha nota una busta infilata nella cornice sul retro. Il contenuto non è altro che il secondo testamento di Madame D., con il quale lascia tutto il proprio patrimonio a Monsieur Gustave, diseredando Dmitri e le zie.
Tempo dopo Zero e Agatha si sposano e il ragazzo diventa il successore di Monsieur Gustave. Ma non c'è lieto fine alla storia di Zero; sia Gustave, sia Agatha muoiono prematuramente: il primo fucilato dai nazisti, la seconda di malattia.
1968: Zero rivela allo scrittore che l'albergo, per quanto ormai vecchio e fatiscente, è l'unico suo bene prezioso, conservato in ricordo di Agatha e Monsieur Gustave. Il Ragazzo con mela si trova appeso nella reception dell'albergo, vicino alle chiavi delle camere.
L'autore parte la settimana successiva per il continente americano; come spiegato da lui stesso anni dopo, egli non rivedrà mai più il Grand Budapest Hotel, che col tempo verrà abbandonato, diventando un edificio fatiscente e in rovina.

## Produzione

### Ideazione e produzione
Lo sviluppo della prima bozza della storia cominciò nel 2006, quando Wes Anderson e Hugo Guinness scrissero una prima sceneggiatura di 18 pagine. Immaginarono una storia approssimativa, ambientata in Francia e Gran Bretagna, che a quel punto si fermava nel momento del furto del dipinto. Il lavoro si bloccò quando i due non furono in grado di immaginare un seguito coerente per la storia.
Anderson nel frattempo intraprese la realizzazione di altri due film e, negli anni, iniziò i suoi approfondimenti sui lavori dello scrittore austriaco Stefan Zweig. Rimase particolarmente affascinato dalle descrizioni della Vienna dei primi anni del XX secolo. Da qui, Anderson e Guinness ripresero il lavoro, includendo molteplici altre ispirazioni: la storia dell'Europa del XX secolo andava a intrecciarsi con l'immaginario creato da cartoline, immagini d'epoca, film ambientati nel periodo.
Dopo l'uscita di Moonrise Kingdom, precedente film di Anderson, il Grand Budapest aveva preso definitivamente forma: la stesura della sceneggiatura fu completata da Anderson in appena sei settimane.
Con un budget di 25 milioni di dollari, le riprese del film iniziarono il 14 gennaio 2013 e si conclusero nel marzo 2013, quando apparvero le prime foto dal set su internet.

### Ambientazione

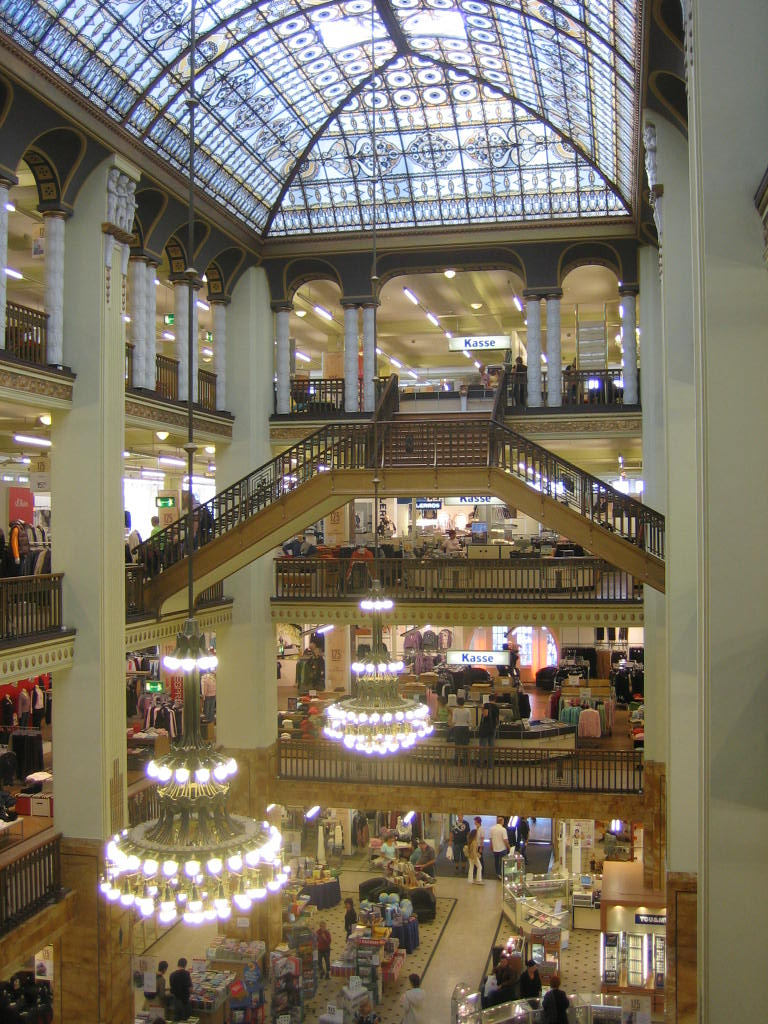
Il Görlitz Department Store di Görlitz, una delle principali location del film

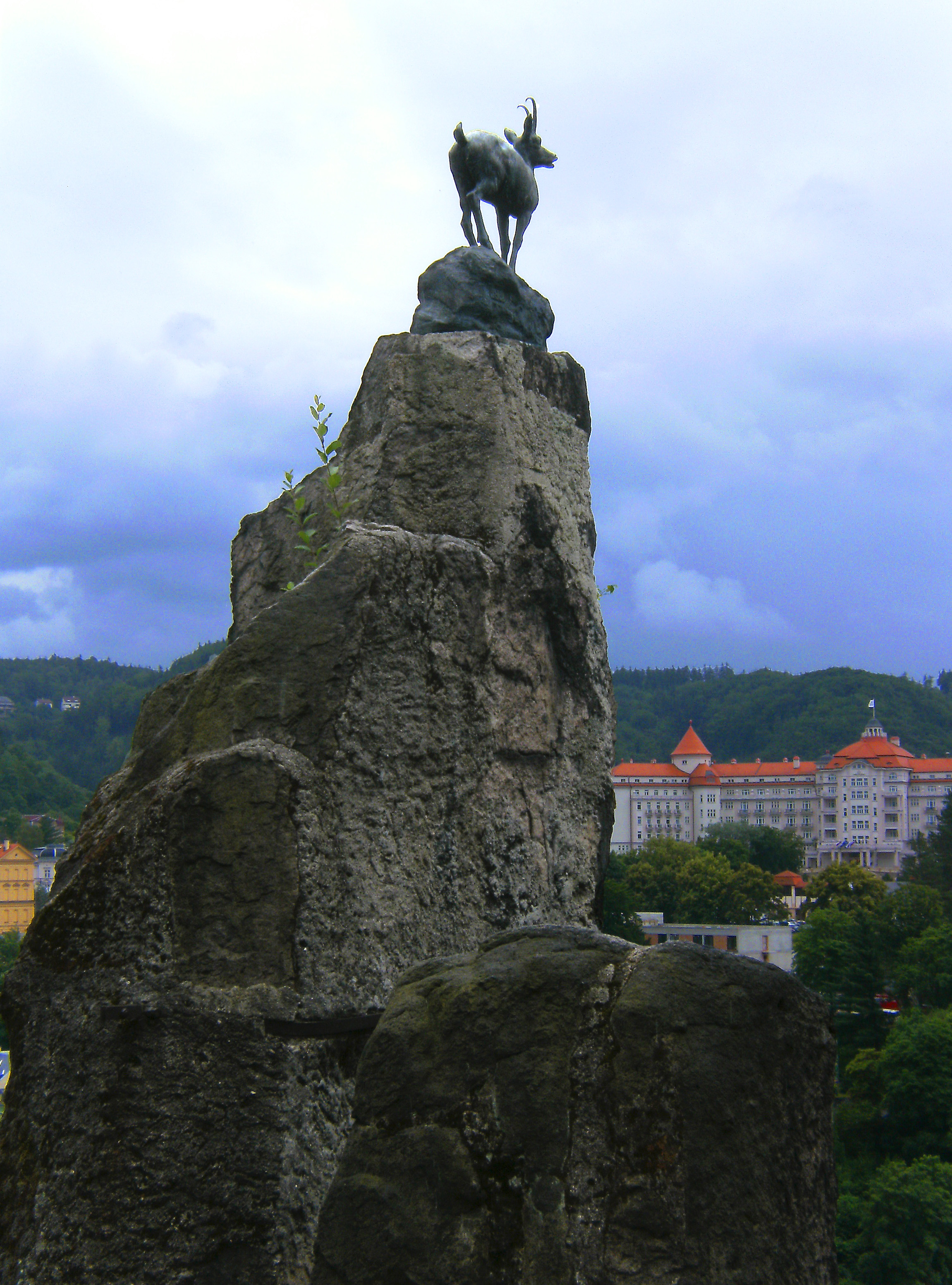
Jelení skok presso Karlovy Vary, con l'Hotel Imperial sullo sfondo

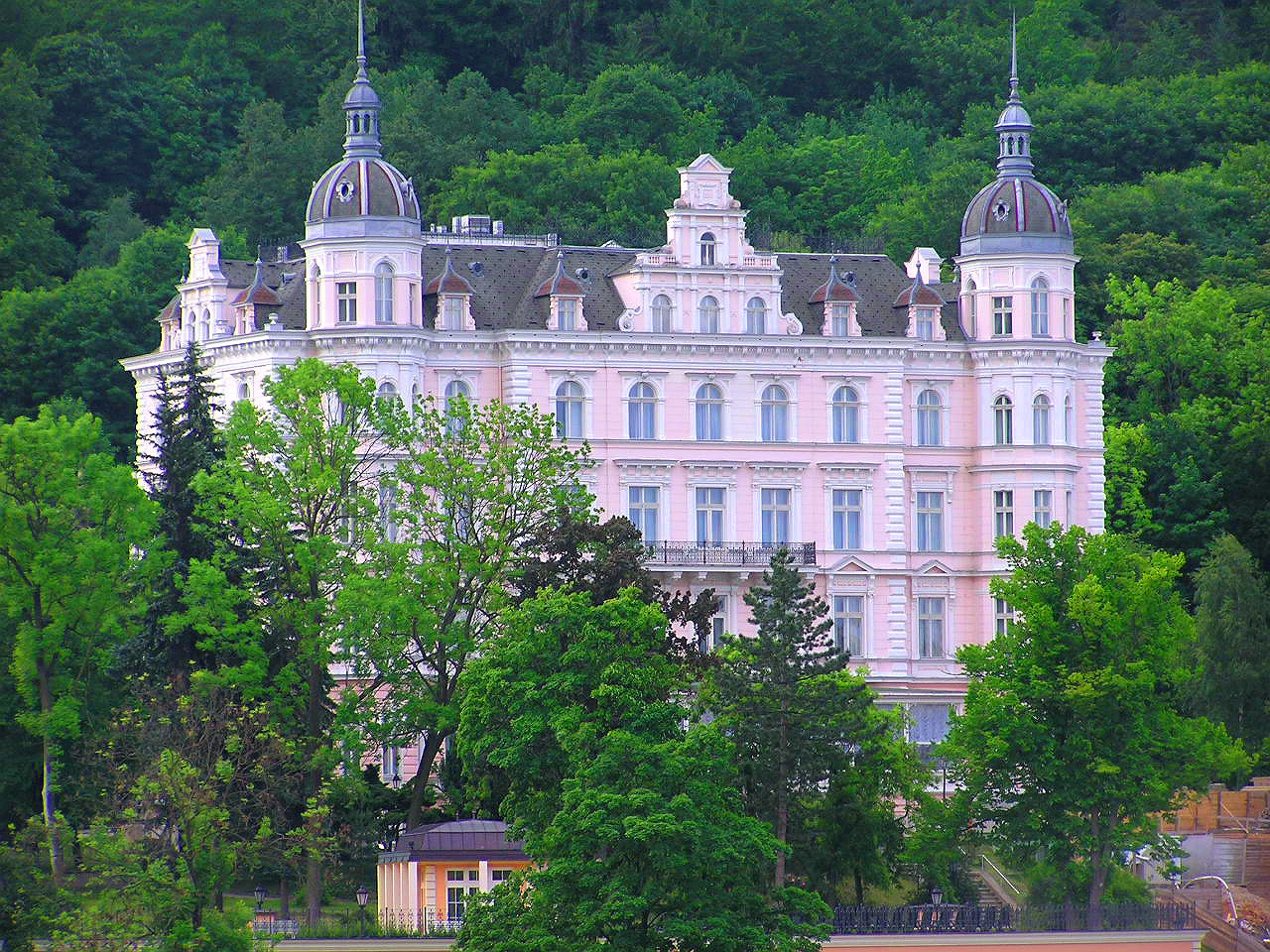
Il Palace Bristol Hotel di Karlovy Vary, pur non comparendo nel film, fu la principale fonte d'ispirazione, in particolare nella facciata del Grand Budapest Hotel

La maggior parte delle riprese del film furono effettuate in Germania, a Görlitz, Dresda e in altre parti della Sassonia, oltre che nello Studio Babelsberg.
Una delle location principali fu il Görlitz Department Store, un grande centro commerciale in stile jugendstil con un enorme atrio, uno dei pochi ad essere sopravvissuto intatto sino ai nostri giorni. Questo spazio servì da atrio per il Grand Budapest. Nel disegnare l'hotel, Anderson ed il disegnatore Adam Stockhausen fecero molte ricerche, alla ricerca del tipico hotel europeo della prima metà del Novecento. Il colore rosa pastello della facciata deriva dal Palace Bristol Hotel come pure altre peculiarità sono tratte dal progetto del Grandhotel Pupp, entrambi a Karlovy Vary, in Repubblica Ceca, oltre che dal Hotel Gellért di Budapest. L'ispirazione per il look dell'hotel deriva anche dai classici degli anni trenta di Ernst Lubitsch.
La residenza di madame D. fu filmata in parte al castello di Waldenburg e in parte in studio. Il dipinto Ragazzo con la mela, che nella pellicola viene attribuito a Johannes van Hoytl "il Giovane", è in realtà opera di Michael Taylor, e fu commissionato appositamente dal regista, a imitazione dello stile di Holbein il Giovane o comunque di un'opera del Rinascimento tedesco del XVI secolo. Anche il dipinto utilizzato per riempire lo spazio lasciato dal quadro trafugato è un inedito che si rifà allo stile di Egon Schiele, realizzato da Rich Pellegrino.

### Fotografia e riprese
Il film si presenta in tre rapporti d'aspetto (aspect ratio), uno per ciascuna linea temporale: 1,37:1 per il 1932, 2,35:1 CinemaScope per il 1968 e 1,85:1 per il presente. Nel film ogni periodo è contraddistinto dal formato che sarebbe stato usato in un film dell'epoca corrispondente, e ciò permette ad Anderson di ottenere un rimando più diretto al passato.
Nonostante il film prenda ispirazione dai film degli anni trenta, la fotografia se ne discosta: al posto di luci intense e direzionali, con ombre profonde, Grand Budapest Hotel si contraddistingue per un'illuminazione diffusa, calda e luminosa, dove è il colore che definisce le immagini.
Per alcune riprese dell'hotel, viene utilizzato un modello in scala, di 3 metri d'altezza; secondo Anderson, se questo fosse stato realizzato al computer, sarebbe apparso al pubblico troppo sfalsato rispetto alla realtà. D'altra parte il ricorso alle miniature è familiare al regista, che le aveva già utilizzate ne Le avventure acquatiche di Steve Zissou e in Fantastic Mr. Fox.

## Distribuzione
Il film è stato distribuito nelle sale cinematografiche statunitensi dalla Fox Searchlight Pictures a partire dal 7 marzo 2014 e in Italia dalla Twentieth Century Fox a partire dal 10 aprile 2014.

## Edizione italiana
L’edizione italiana del film è stata curata dalla 20th Century Fox Italy, mentre il doppiaggio e la sonorizzazione sono avvenuti alla Post in Europe srl, a cura di Alberto Colajacomo.
I dialoghi italiani e la direzione del doppiaggio sono stati a cura di Carlo Valli, assistito da Sabina Montanarella. I fonici di doppiaggio e di missaggio sono stati rispettivamente Giacomo Mattogno e Simone Corelli.

## Accoglienza

### Incassi
A fronte di un budget di 25 milioni di dollari, il film ha incassato 59301324 $ in Nord America e 115261956 $ nel resto del mondo, per un totale di 174567384 $. In Italia ha incassato 4687664 €.

### Critica
Il film è stato accolto positivamente dalla critica. Sull'aggregatore di recensioni Rotten Tomatoes ha un indice di gradimento del 92% basato su 316 recensioni, con un voto medio di 8,5 su 10. Su Metacritic ottiene un punteggio di 88 su 100 basato su 48 recensioni.

## Riconoscimenti
- 2015 – Premio Oscar[5]
  - Migliori costumi a Milena Canonero[30]
  - Miglior scenografia a Adam Stockhausen e Anna Pinnock
  - Miglior trucco a Frances Hannon e Mark Coulier
  - Migliore colonna sonora a Alexandre Desplat
  - Candidatura per il miglior film a Wes Anderson, Scott Rudin, Steven Rales e Jeremy Dawson
  - Candidatura per il miglior regista a Wes Anderson
  - Candidatura per la miglior sceneggiatura originale a Wes Anderson
  - Candidatura per la miglior fotografia a Robert Yeoman
  - Candidatura per il miglior montaggio a Barney Pilling
- 2015 – Golden Globe[31]
  - Miglior film commedia o musicale
  - Candidatura per il miglior regista a Wes Anderson
  - Candidatura per il miglior attore in un film commedia o musicale a Ralph Fiennes
  - Candidatura per la migliore sceneggiatura a Wes Anderson
- 2015 – British Academy Film Award
  - Migliore sceneggiatura originale a Wes Anderson
  - Migliore colonna sonora a Alexandre Desplat
  - Migliori costumi a Milena Canonero[30]
  - Miglior scenografia a Adam Stockhausen e Anna Pinnock
  - Miglior trucco e acconciatura a Frances Hannon
  - Candidatura per il miglior film
  - Candidatura per il miglior regista a Wes Anderson
  - Candidatura per il miglior attore protagonista a Ralph Fiennes
  - Candidatura per la miglior fotografia a Robert Yeoman
  - Candidatura per il miglior montaggio a Barney Pilling
  - Candidatura per il miglior sonoro a Wayne Lemmer, Christopher Scarabosio e Pawel Wdowczak
- 2014 – Festival internazionale del cinema di Berlino
  - Gran premio della giuria a Wes Anderson
  - Candidatura per l'Orso d'oro a Wes Anderson
- 2014 – David di Donatello
  - Miglior film straniero a Wes Anderson
- 2014 – Gotham Independent Film Award
  - Candidatura per il miglior film
  - Candidatura al premio del pubblico
- 2014 – Nastro d'argento[30]
  - Migliori costumi a Milena Canonero
- 2014 – New York Film Critics Circle Award
  - Migliore sceneggiatura a Wes Anderson
- 2015 – Art Directors Guild Award
  - Migliori scenografie per un film d'epoca a Adam Stockhausen
- 2015 – Eddie Award
  - Miglior montaggio per un film commedia o musical a Barney Pilling
- 2015 – Empire Award[32]
  - Candidatura per il miglior commedia
- 2015 – Saturn Award[33]
  - Candidatura per il miglior film fantasy
  - Candidatura per il miglior attore emergente a Tony Revolori
  - Candidatura per la migliore sceneggiatura a Wes Anderson
  - Candidatura per la miglior scenografia a Adam Stockhausen
- 2015 – Writers Guild of America Award
  - Miglior sceneggiatura originale per il cinema a Wes Anderson